# スノーボード公認検定員
スノーボード公認検定員とは日本スノーボード協会（英: Japan SnowBoarding Association、JSBA）の、バッジテストやインストラクター検定を行う際に合格者を判断することができる民間資格。

## A級
A級インストラクターとB級検定員所持者が受験可能。
全ての検定員、インストラクター、バッジテストの検定を行える。

## B級
A級インストラクターとC級検定員所持者が受験可能。
B～D級検定員、B級インストラクター、バッジテストの検定を行える。

## C級
B級インストラクターとD級検定員所持者が受験可能。
バッジテストの検定を行える。

## D級
C級以上のインストラクター資格所持者が受験可能。
バッジテスト（3～5級に限る）の検定を行える。